# Shaun Donovan
Shaun Donovan (ur. 24 stycznia 1966 w Nowym Jorku) – amerykański polityk. W latach 2008–2014 sekretarz Urbanizacji Stanów Zjednoczonych w gabinecie Baracka Obamy. Od 2014 dyrektor Biura Zarządzania i Budżetu.
13 grudnia 2008 prezydent elekt Barack Obama ogłosił jego nominację na nowego sekretarza Urbanizacji Stanów Zjednoczonych. Senat USA 22 stycznia 2009 zatwierdził jego nominację. 26 stycznia 2009 został zaprzysiężony na nowego sekretarza Urbanizacji Stanów Zjednoczonych.
10 lipca 2014 Senat zatwierdził jego nominację na dyrektora Biura Zarządzania i Budżetu.